# 常松裕志
常松　裕志（つねまつ ひろし、1940年6月19日－）は、日本の政治家。元日本社会党衆議院議員(1期)。

## 来歴
旧満洲国浜江省ハルビン市生まれ。1963年東京大学経済学部卒。三井鉱山勤務を経て、1976年に三多摩医療生活協同組合を設立し、理事長に就任した。旧東京7区から1983年の総選挙、1986年の総選挙に立候補したが落選。同じく旧東京7区から1990年の総選挙に立候補して三度目の挑戦で初当選。1993年の総選挙で落選した。1996年の総選挙で新設された小選挙区東京19区に社会民主党から立候補するも落選。